# Fumoir (tabac)
Pour les articles homonymes, voir Fumoir.

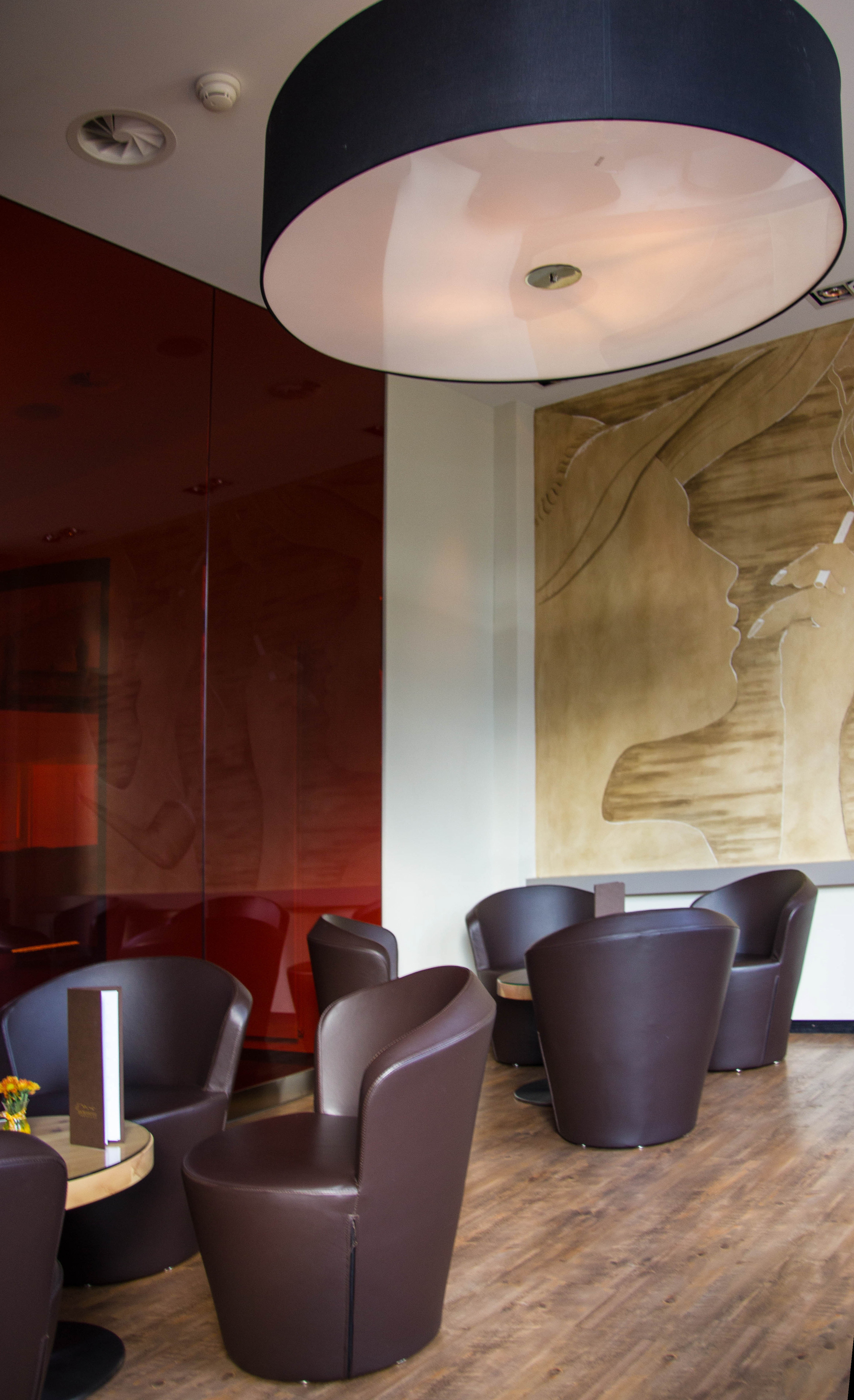
Fumoir d'un hôtel en Suisse

Un fumoir est la pièce d'une maison, d'un hôtel ou d'un restaurant dévolue à la consommation du tabac sous diverses formes, notamment cigares, pipes et narguilés.

## Histoire
Dans les pays où les lois anti-tabac n'autorisent plus de fumer dans les lieux publics clos, ce nom désigne à présent une pièce vouée à la consommation du tabac, principalement des cigarettes, assortie d'extracteurs de fumée et obéissant à certaines normes. On en trouve notamment dans des bâtiments où il est interdit de fumer ailleurs, comme des immeubles de bureaux, des aéroports ou des navires. Elles sont parfois financées par une marque commerciale de cigarettes et portent aux murs des publicités pour celle-ci.